# 2. brigada kopenske vojske (Vojska Srbije)
2. brigada kopenske vojske  je pehotna brigada, ki deluje v okviru Kopenske vojske Oboroženih sil Srbije.

## Zgodovina
Brigada je bila ustanovljena 28. marca 2007 s združevanjem in reorganizacijo delov 252. oklepne, 20. motorizirane, 305. inženirske, 37. motorizirane in 401. protiletalske artilerijske brigade ter delov 282. komunikacijskega bataljona, 24. specialnega bataljona in 542. logistične baze.

## Sestava
- Poveljstvo
- 20. poveljniški bataljon
- 24. samovozni raketni bataljon
- 28. mehanizirani bataljon
- 21. pehotni bataljon
- 22. pehotni bataljon
- 26. protiletalski artilerijski bataljon
- 29. logistični bataljon
- 26. tankovski bataljon
- 210. inženirski bataljon
- 23. samovozni artilerijski divizion
- 27. mehanizirani bataljon